# Acanthermia bathildes
Acanthermia bathildes là một loài bướm đêm trong họ Noctuidae.